# Trois Hommes et un piano
Pour plus de détails, voir Fiche technique et Distribution.
Trois Hommes et un piano est un court métrage français réalisé par André Berthomieu en 1953.

## Synopsis
Jean Raymond fait appel à trois pianistes pour illustrer une conférence sur le piano.

## Fiche technique
- Réalisation : André Berthomieu
- Photographie : Georges Million
- Montage : Geneviève Bretoneiche
- Son : Jean Rieul
- Pays :  France
- Format : Noir et blanc - Mono
- Genre : Documentaire
- Durée : 26 minutes
- Année de sortie : 1953

## Musiques et Chansons
- Marche turque (1783)
  - Musique : Wolfgang Amadeus Mozart
  - Interprétation : Raymond Trouard

- Choral en sol (1750)
  - Musique : Jean-Sébastien Bach
  - Interprétation : Raymond Trouard

- Musique de la pluie (1948)
  - Musique : Francis Lopez
  - Paroles : Gérard Carlier et André Tabet
  - Interprétation : Jean Raymond

- I am Just for you (1953)
  - Musique, paroles et interprétation : Jean Raymond

- En nourrice (1952)
  - Musique et interprétation : Henri Betti
  - Paroles : Maurice Vandair et Bourvil

- Le Vrai Mambo (1952)
  - Musique et interprétation : Henri Betti
  - Paroles : André Hornez

- C'est si bon (1947)
  - Musique : Henri Betti
  - Paroles : André Hornez
  - Interprétation : Henri Betti, Léo Chauliac et Raymond Trouard

## Anecdote
Henri Betti, Léo Chauliac et Raymond Trouard ont fait leurs études musicales au Conservatoire de Paris dans la même classe.